# Caroline von Großbritannien, Irland und Hannover

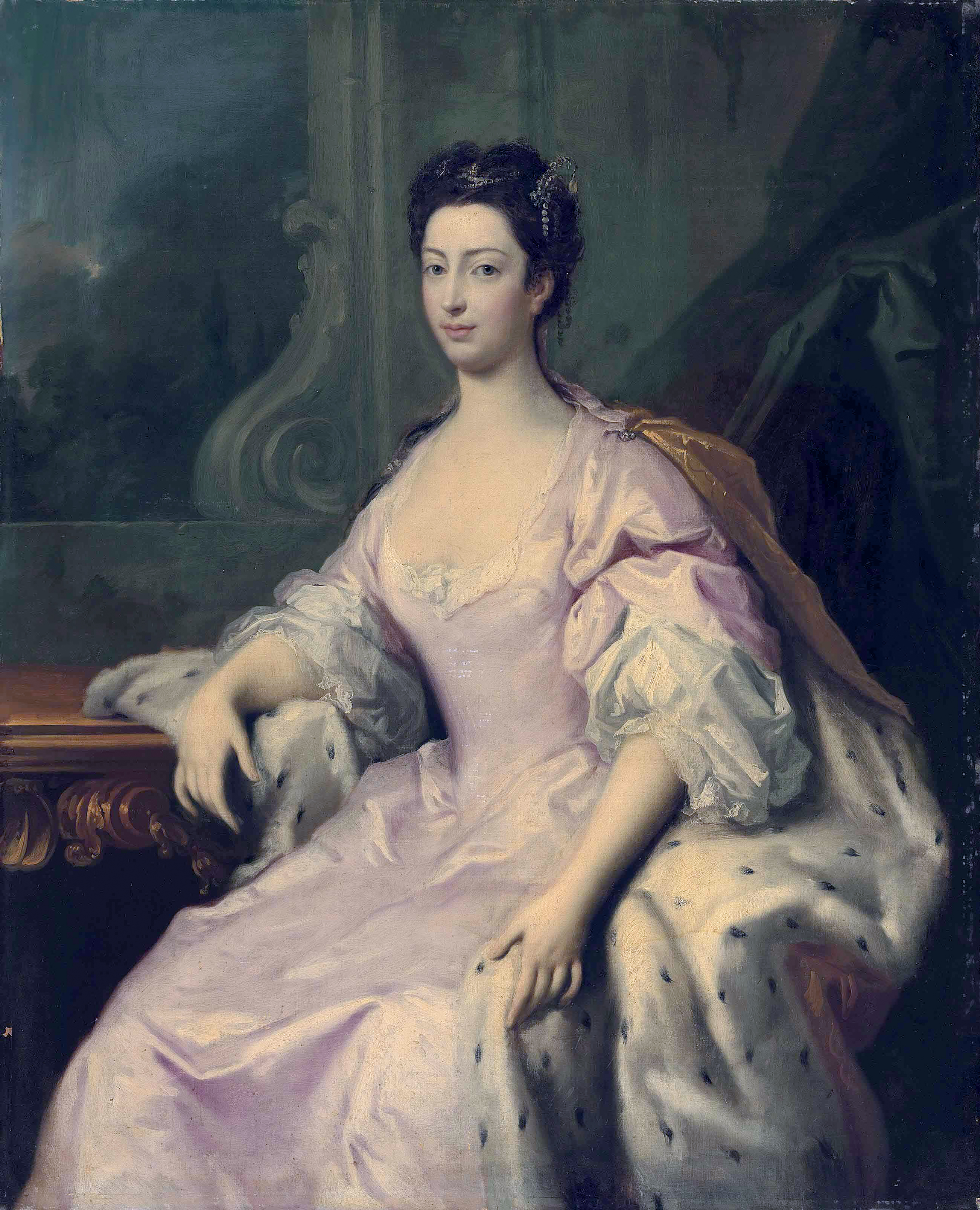
Porträt von Prinzessin Caroline von Großbritannien von Jacopo Amigoni, 1730

Prinzessin Caroline Elisabeth von Großbritannien, Irland und Hannover (* 10. Juni 1713 in Herrenhausen, Hannover; † 28. Dezember 1757 im St. James’s Palace, London) war das vierte Kind und die dritte Tochter von König Georg II. von Großbritannien und seiner Frau Caroline von Ansbach.

## Familie
Prinzessin Caroline wurde am 10. Juni 1713 in Schloss Herrenhausen in Hannover geboren. Ihr Vater war Erbprinz Georg August von Hannover, der älteste Sohn von Kurfürst Georg Ludwig von Hannover. Ihre Mutter war Caroline von Ansbach, die Tochter Markgraf Johann Friedrichs von Brandenburg-Ansbach. Als Tochter des Kurfürsten von Hannover wurde Caroline ab ihrer Geburt als Prinzessin Caroline von Hannover bezeichnet. Am Tag nach ihrer Geburt wurde sie in Schloss Herrenhausen getauft. Aufgrund des Act of Settlement von 1701 war Caroline zum Zeitpunkt ihrer Geburt Siebte in der britischen Thronfolge.

## Leben
Nach dem Tod Königin Annas 1714 bestieg Carolines Großvater als Georg I. den britischen Thron, ihr Vater wurde zum Prince of Wales. Caroline erhielt somit den Titel Prinzessin von Großbritannien. Einjährig zog Caroline gemeinsam mit ihrer Mutter und ihren älteren Schwestern Anna und Amelia nach Großbritannien, wo die Familie im St James’s Palace wohnte. 1722 wurden sie und ihre Schwester Amelia auf Anweisung ihrer Mutter vom Arzt Dr. Maitland gegen die Pocken geimpft.

Wappen von Prinzessin Caroline

Prinzessin Caroline galt als Lieblingstochter ihrer Mutter und war bekannt dafür, stets die Wahrheit zu sagen, weshalb sie auch die Wahrheits-Liebende („truth-loving“) genannt wurde.
Nach gängiger Meinung galt Caroline als melancholisch, da sie unglücklich in den verheirateten Höfling John Hervey, 2. Baron Hervey, verliebt gewesen sein soll. Nach dessen Tod 1743 zog sich Caroline in den St James’s Palace zurück und war nur für Familie und enge Freunde zugänglich.
Caroline spendete großzügig an Wohltätigkeitsorganisationen.
Prinzessin Caroline starb unverheiratet und kinderlos am 28. Dezember 1757 im St James’s Palace in London. Sie wurde in Westminster Abbey begraben.
Zu ihrem Tod schrieb Horace Walpole: „Though her state of health had been so dangerous for years, and her absolute confinement for many of them, her disorder was, in a manner, new and sudden, and her death unexpected by herself, though earnestly her wish. Her goodness was constant and uniform, her generosity immense, her charities most extensive; in short, I, no royalist, could be lavish in her praise.“
„Obwohl ihr Gesundheitszustand für Jahre so schlecht gewesen war und ihre Zurückgezogenheit für viele von ihnen ebenso, war ihre Erkrankung in gewisser Weise neu und plötzlich, und ihr Tod von ihr selbst unerwartet, wenn auch tatsächlich ihr Wunsch. Ihre Güte war unerschütterlich und konstant, ihre Großzügigkeit immens, ihre Wohltätigkeit am größten; kurz gesagt, ich, kein Royalist, könnte in ihren Lobpreisungen verschwenderisch sein.“